# Élasticité-publicité de la demande
L'élasticité-publicité de la demande, aussi appelée élasticité publicitaire, mesure l'effet du changement des dépenses en publicité sur la demande dans un marché,,, toutes choses étant égales par ailleurs. Bien que souvent positivement corrélées, les dépenses publicitaires et la demande peuvent être inversement corrélées si la publicité est mauvaise.

## Définition
Une action publicitaire efficace entraîne une variation positive de la demande d'un produit. L'élasticité-publicité de la demande mesure la capacité des actions publicitaires à accroître la demande d'un produit par rapport à son coût. D'un point de vue mathématique, l'élasticité-publicité de la demande mesure le pourcentage de variation de la demande d'un produit par rapport aux dépenses publicitaires réalisées dans le secteur, :
{\displaystyle {\mbox{Élasticité-publicité de la demande}}={\frac {\%\ {\mbox{variation de la demande}}}{\%\ {\mbox{variation des dépenses publicitaires}}}}={\frac {\Delta Q_{d}/Q_{d}}{\Delta A/A}}}.
On peut aussi exprimer ce calcul sous la forme suivante : {\displaystyle {\mbox{Élasticité-publicité de la demande}}={\frac {\Delta Q_{d}}{Q_{d}}}\cdot {\frac {A}{\Delta A}}}
En d'autres termes, ce rapport exprime le pourcentage de variation de la quantité de la demande pour 1 % de variation des dépenses publicitaires, en supposant que tous les autres facteurs restent inchangés (ceteris paribus).

## Applications
L'élasticité-publicité de la demande peut être utilisée pour s'assurer que les dépenses publicitaires soient efficaces, bien que la hausse de la demande ne soit pas toujours le seul objectif d'une campagne de publicité. La règle générale couple l'élasticité-publicité de la demande d'un produit à l'élasticité-prix de la demande du même produit. La relation optimale de ces deux élasticités s'écrit de la façon suivante :
{\displaystyle {\frac {\mbox{Dépenses publicitaires}}{\mbox{Revenus des ventes}}}=-{\frac {\mbox{Élasticité-publicité de la demande}}{\mbox{Élasticité-prix de la demande}}}} ou, en langage mathématique, {\displaystyle {\frac {A}{P.Q}}=-{\frac {E_{A}}{E_{P}}}}.
Comme l'indiquent Robert Pindyck (en) et Daniel L. Rubinfeld (en), les entreprises doivent effectuer de grandes dépenses publicitaires si l'élasticité-publicité de la demande de leur produit est grande (car dans ce cas, la publicité accroît la demande), ou si l'élasticité-prix de la demande de leur produit est faible (car dans ce cas, toute vente supplémentaire engendre un profit important).
C'est pourquoi le rapport entre les deux élasticités peut être utilisé pour savoir si la stratégie d'augmentation des dépenses publicitaires ou de changement du prix est efficace pour maximiser les profits.

## Limites
En situation de saturation publicitaire et de gaspillage des ressources, l'élasticité-publicité de la demande diminue fortement.

## Exemples
Voici les élasticités-publicités de la demande sur quelques marchés aux États-Unis :
- Bière : 0,0
- Vin : 0,08
- Cigarettes : 0,04